# 满井游记
《满井游记》是一篇明朝文学家袁宏道在宗万历二十七年（公元1599年）进京当官时后在初春游玩北京郊区的作品。文中描述了燕郊初春的景色，显示出作者不愿在官场为官而欲清享自然之美的思想。同时也是一篇典型的抒情散文，寄情于物。同时也表达了自己是个清闲官而傲世的感情。
此文曾收入人民教育出版社初中语文教材。

## 地点和相关记载
《帝京景物略》说: “井高于地，泉高于井，四时不落。”清乾隆年间，汪启淑《水漕清暇录》仍然有满井的记载。
北京有多处地方称为满井。今北京德胜门西北有一处地方称为满井，地点和相关记载不符，显然非同一地。王思任的《游满井记》记载，安定门外五里有满井。根据相关记载，有观点认为，满井是古时北京对水量丰沛井水的统称。清末，震钧《天咫偶闻》记载，附近的树木已经消失，井水也大不如前。如今，多数井已无迹可寻。
……

## 外部連結
- 袁宏道（古雅臺語人，兼述三袁）

1. ↑  范冠男. "语言积累与研究"学习任务群操作尝试——以人教版文言文《满井游记》语言知识教学为例[J]. 语文月刊, 2018(10):4.
2. ↑  心武. 我为什么总想找到这口井[J]. 绿叶, 2002(3):1.
3. ↑  .   [2023-03-24]. （原始内容存档于2023-03-24）.